# Бонафеде, Альфонсо
Альфонсо Бонафеде (итал. Alfonso Bonafede, родился 2 мая 1976 года в Мадзара-дель-Валло) — итальянский политик, депутат Палаты депутатов Италии от Движения пяти звёзд, министр юстиции Италии (2018—2021).

## Биография
Доктор философии по праву, адвокат. В 2009 году участвовал в выборах мэра Флоренции как кандидат от Движения пяти звёзд, набрав 1,82 % голосов. Избран в Палату депутатов 5 марта 2013 года по итогам парламентских выборов от XII избирательного округа провинции Тоскана (227 голосов из 1300). С 7 мая 2013 года — член II комиссии (по юстиции), с 21 июля 2015 года — её вице-президент. С 26 июня 2013 года также заседает в Апелляционной комиссии Палаты депутатов Италии.
1 июня 2018 года получил портфель министра юстиции в правительстве Конте.
4 сентября 2019 года сохранил должность при формировании второго правительства Джузеппе Конте.
20 мая 2020 года Сенат отклонил два вотума недоверия Бонафеде, первый из которых был инициирован правоцентристами, а второй — фракцией «Больше Европы».